# Běla Hlaváčková
Běla Hlaváčková –nombre de casada, Běla Třebínová– (18 de abril de 1976) es una deportista checa que compitió en natación adaptada. Ganó siete medallas en los Juegos Paralímpicos de Verano entre los años 2004 y 2016.

## Palmarés internacional
| Juegos Paralímpicos | Juegos Paralímpicos     | Juegos Paralímpicos | Juegos Paralímpicos |
| Año                 | Lugar                   | Medalla             | Prueba              |
| ------------------- | ----------------------- | ------------------- | ------------------- |
| 2004                | Atenas (Grecia)         | Medalla de oro      | 50 m espalda S5     |
| 2008                | Pekín (China)           | Medalla de oro      | 50 m espalda S5     |
| 2008                | Pekín (China)           | Medalla de oro      | 100 m braza SB4     |
| 2008                | Pekín (China)           | Medalla de plata    | 50 m libre S5       |
| 2008                | Pekín (China)           | Medalla de bronce   | 100 m libre S5      |
| 2016                | Río de Janeiro (Brasil) | Medalla de plata    | 50 m espalda S5     |
| 2016                | Río de Janeiro (Brasil) | Medalla de bronce   | 50 m libre S5       |